# 22a cerimònia dels Premis César
La 22a cerimònia dels Premis César — també coneguts com Nuit des César — que premiava les pel·lícules estrenades el 1996, va tenir lloc el 8 de febrer de 1997 al Théâtre des Champs-Élysées.
Va ser presidida per Annie Girardot i retransmesa a Canal+.

## Presentadors i ponents
- Daniel Toscan du Plantier, president de l'Académie des arts et techniques du cinéma
- Annie Girardot, presidenta de la cerimònia
- Antoine de Caunes, mestre de cerimònia
- Michel Serrault, per l'entrega del César d'Honor a Charles Aznavour
- Christophe Lambert, per l'entrega del César Honorari a Andie MacDowell
- Andie MacDowell i Christophe Lambert, per la presentació del César al millor director
- Annie Girardot, per la presentació del César a la millor pel·lícula
- Isabelle Huppert, per la presentació del César al millor actor
- Jeanne Moreau, per la presentació del César a la millor actriu
- Virginie Ledoyen, per la presentació del César al millor actor secundari
- Tchéky Karyo, per la presentació del César a la millor actriu secundària
- Bernard Giraudeau, pel premi César al millor guió o adaptació original
- José Garcia, per la presentació del César al millor primer treball
- Monica Bellucci, per la presentació del César a l'actor més prometedor
- François Morel & Bruno Lochet, per la presentació del César a la millor fotografia / César al millor muntatge / César al millor so / César als millors decorats / César al millor vestuari
- Isabella Rossellini, per la presentació del César a la millor productora
- Khaled, per la presentació del César a la millor música
- Vincent Perez, per la presentació del César a la millor pel·lícula estrangera

## Desenvolupament
La més guardonada fou Microcosmos : Le Peuple de l'herbe amb set nominacions, va recollir cinc premis: millor música, millor fotografia, millor so, millor muntatge i millor productor. La que tenia més nominacions (12), Ridícul de Patrice Leconte va obtenir quatre premis: millor pel·lícula, millor director, millor decorat i millor vestuari. Capità Conan de Bertrand Tavernier (9 nominacions) només en va obtenir dos: millor director i millor actor principal. I Un air de famille de Cédric Klapisch (6 nominacions) va guanyar tres premis: millor actor secundari, millor actriu secundària i millor guió. Per primer cop el premi al millor director fou atorgat ex-aequo a Patrice Leconte i Bertrand Tavernier. Fanny Ardant va obtenir el premi a la millor actriu.

## Guanyadors i nominats
Els guanyadors s'indiquen en negreta.
| Millor pel·lícula - Ridícul de Patrice Leconte - Capità Conan de Bertrand Tavernier - Microcosmos : Le Peuple de l'herbe de Claude Nuridsany i Marie Pérennou - Pédale douce de Gabriel Aghion - Un air de famille de Cédric Klapisch - Les Voleurs d'André Téchiné                                         | Millor director - Ex-æquo : Patrice Leconte per Ridícul i Bertrand Tavernier per Capità Conan - André Téchiné per Les Voleurs - Cédric Klapisch per Un air de famille - Jacques Audiard per Un héros très discret                                                                |
| Millor actor - Philippe Torreton per Capità Conan - Daniel Auteuil per El vuitè dia - Charles Berling per Ridícul - Fabrice Luchini per Beaumarchais, l'insolent - Patrick Timsit per Pédale douce | Millor actriu - Fanny Ardant per Pédale douce - Catherine Deneuve per Les Voleurs - Charlotte Gainsbourg per Love, etc. - Anouk Grinberg per Mon homme - Marie Trintignant per Le Cri de la soie                                                                                 |
| Millor actor secundari - Jean-Pierre Darroussin per Un air de famille - Jacques Gamblin per Pédale douce - Bernard Giraudeau per Ridícul - Jean Rochefort per Ridícul - Albert Dupontel per Un héros très discret                                                                                           | Millor actriu secundària - Catherine Frot per Un air de famille - Valeria Bruni Tedeschi per Mon homme - Michèle Laroque per Pédale douce - Agnès Jaoui per Un air de famille - Sandrine Kiberlain per Un héros très discret                                                     |
| Millor actor revelació - Mathieu Amalric per Comment je me suis disputé… (ma vie sexuelle) - Samuel Le Bihan per Capità Conan - Benoît Magimel per Les Voleurs - Bruno Putzulu per Les Aveux de l'innocent - Philippe Torreton per Capità Conan                                                             | Millor actriu revelació - Laurence Côte per Les Voleurs - Jeanne Balibar per Comment je me suis disputé… (ma vie sexuelle) - Monica Bellucci per L'Appartement - Garance Clavel per Chacun cherche son chat - Emmanuelle Devos per Comment je me suis disputé… (ma vie sexuelle) |
| Millor pel·lícula estrangera - Breaking the Waves de Lars von Trier - Le Facteur de Michael Radford - Fargo de Joel Coen i Ethan Coen - La Promesse de Jean-Pierre et Luc Dardenne - Secrets i mentides de Mike Leigh                                                                                       | Millor primera pel·lícula - Y aura-t-il de la neige à Noël ? de Sandrine Veysset - L'Appartement de Gilles Mimouni - Bernie d'Albert Dupontel - Encore de Pascal Bonitzer - Microcosmos de Marie Pérennou i Claude Nuridsany                                                     |
| Millor guió original o adaptació - Cédric Klapisch, Jean-Pierre Bacri i Agnès Jaoui per Un air de famille - Gabriel Aghion i Patrick Timsit per Pédale douce - Jacques Audiard i Alain Le Henry per Un héros très discret - Jean Cosmos i Bertrand Tavernier per Capità Conan - Rémi Waterhouse per Ridícul | Millor música - Bruno Coulais per Microcosmos - René-Marc Bini per Les Caprices d'un fleuve - Alexandre Desplat per Un héros très discret - Antoine Duhamel per Ridícul |
| Millor fotografia - Claude Nuridsany i Marie Pérennou per Microcosmos - Thierry Arbogast per Ridícul - Jean-Marie Dreujou per Les Caprices d'un fleuve | Millor decorat - Ivan Maussion per Ridícul - Guy-Claude François per Capità Conan - Jean-Marc Kerdelhue per Beaumarchais, l'insolent |
| Millor muntatge - Marie-Josèphe Yoyotte i Florence Ricard per Microcosmos - Joëlle Hache per Ridícul - Juliette Welfling per Un héros très discret | Millor so - Philippe Barbeau, Bernard Leroux i Laurent Quaglio per Microcosmos - Michel Desrois, Gérard Lamps per Capità Conan - Jean Goudier, Dominique Hennequin, Paul Lainé per Ridícul                                                                                       |
| Millor vestuari - Christian Gasc per Ridícul - Jacqueline Moreau i Agnès Evein per Capità Conan - Sylvie de Segonzac per Beaumarchais, l'insolent | Millor curtmetratge - Madame Jacques sur la Croisette d'Emmanuel Finkiel - Dialogue au sommet de Xavier Giannoli - Un taxi Aouzou de Issa Serge Coelo - Une robe d'été de François Ozon - Une visite de Philippe Harel                                                           |
| Millor productor - Jacques Perrin per Microcosmos | César d'honor - Charles Aznavour - Andie MacDowell |